# Massa mínima
Em astronomia, massa mínima é o limite inferior da massa calculada de objetos observados, como planetas, estrelas e sistemas binários, nebulosas e buracos negros.
A massa mínima é uma estatística largamente utilizada para planetas extrassolares detectados pelo método de velocidade radial, e é determinada usando-se a função de massa de binária. Este método revela planetas medindo mudanças no movimento de estrelas na linha de visada, logo as inclinações orbitais reais e as massas verdadeiras são geralmente desconhecidas.
Se a inclinação pode ser determinada, a massa verdadeira pode ser obtida a partir da massa mínima calculada, usando-se a seguinte relação:
{\displaystyle M_{\text{true}}={\frac {M_{\min }}{\sin i}}\,}
Para objetos em órbita em sistemas estelares e planetários extrassolares, uma inclinação de 0° ou 180° corresponde a uma órbita frontal, que não pode ser observada pela velocidade radial, enquanto uma inclinação de 90° corresponde a uma órbita marginal, para a qual a massa verdadeira é igual à massa mínima.